# Казе Пицол (Тревизо)
Казе Пицол је насеље у Италији у округу Тревизо, региону Венето.
Према процени из 2011. у насељу је живело 40 становника. Насеље се налази на надморској висини од 108 м.